# Чемпионат России по стрельбе из лука
Чемпионат России по стрельбе из лука — соревнования, проводящиеся Российской федерацией стрельбы из лука (РФСЛ) и Министерством спорта Российской Федерации.
Первый чемпионат страны (СССР) по стрельбе из лука состоялся в 1963 году в Таллине. В нём участвовало более 80 спортсменов. Первыми чемпионами стали Виктор Сидорук и Татьяна Образцова.

## История
В 1931 году во Львове, входившем тогда в состав Польши, была создана Международная федерация стрельбы из лука (FITA).
В СССР стрельбу из лука начали развивать с конца 1950-х годов.
В августе 1957 года в Москве на стадионе «Авангард» проходили первые соревнования по стрельбе из лука, входящие в программу 3-х международных дружеских спортивных игр молодежи. В соревнованиях приняли участие спортсмены из Польши, Финляндии и Чехословакии. Это событие стало началом развития лучного спорта в Советском союзе.
8 ноября 1958 года по инициативе Николая Калиниченко был проведён первый чемпионат Львова, в котором приняли участие спортсмены спортивных ведомств ДОСААФ, ДСО «Авангард», «Динамо», «Спартак» и производственных коллективов.
Первыми соревнованиями лучников в СССР были матчевые встречи городов Москвы и Львова в 1959 году. В апреле 1959 года на футбольном поле Львовского стадиона СКА-8 Прикарпатского военного округа была проведена первая товарищеская встреча между лучниками Львова и Москвы.
Правила соревнований и классификационные нормативы по стрельбе из лука впервые были введены в 1961 году. В 1962 году введено звание мастера спорта СССР по стрельбе из лука.
В сентябре 1963 года в Таллинне был проведен первый чемпионат Советского Союза по стрельбе из лука. Чемпионат проводился только в личном первенстве. В нём участвовало более 80 спортсменов. Первыми чемпионами стали Виктор Сидорук («Буревестник») и Татьяна Образцова («Авангард»).
В 1964 году прошёл первый лично-командный чемпионат СССР. С этого же года стали регистрироваться рекорды страны по стрельбе из лука, было введено звание мастера спорта международного класса.
В 1967 году Федерация стрельбы из лука СССР стала членом Международной федерации стрельбы из лука — ФИТА.

## Формат турнира
Чемпионат России по стрельбе из лука проводится два раза в год:
- зимний чемпионат проходит в помещении, спортсмены выполняют упражнение КД-2 (30 + 30 выстрелов на дистанции 18 метров) и финал
- летний чемпионат проходит на открытом воздухе, стрелки из лука выполняют упражнения на длинных дистанциях (90, 70, 60, 50, 30 метров) и финал

## Призёры летних чемпионатов России

### Классический лук

#### Мужчины
| Медалисты в индивидуальном первенстве | Медалисты в индивидуальном первенстве | Медалисты в индивидуальном первенстве | Медалисты в индивидуальном первенстве              | Медалисты в индивидуальном первенстве            | Медалисты в индивидуальном первенстве              |
| ------------------------------------- | ------------------------------------- | ------------------------------------- | -------------------------------------------------- | ------------------------------------------------ | -------------------------------------------------- |
| Год                                   | Место проведения                      | Дистанция                             | Золото                                             | Серебро                                          | Бронза                                             |
| 2008                                  | Чита                                  | М-1 (144 выстр.)                      | Цыремпилов Бэликто · Бурятия                       | Бородин Алексей · Москва                         | Гомбоев Хэшэгто · Забайкальский край               |
| 2009                                  | Таганрог                              | 70 м. (72 выстр.)                     | Баденов Баир · Забайкальский край                  | Малишевский Леонид · Москва                      | Цыремпилов Бальжинима · Бурятия                    |
| 2009                                  | Улан-Удэ                              | М-1 (144 выстр.)                      | Цыремпилов Бальжинима · Бурятия                    | Абрамов Андрей · Чувашия                         | Рыгзенов Евгений · Московская область              |
| 2010                                  | Таганрог                              | 70 м. (72 выстр.)                     | Леонтьев Юрий · Чувашия                            | Цыремпилов Бальжинима · Бурятия                  | Санжицыбиков Константин · Бурятия                  |
| 2010                                  | Москва                                | М-1 (144 выстр.)                      | Бадмаслов Булат · Забайкальский край               | Цыремпилов Бальжинима · Бурятия                  | Гармаев Юрий · Бурятия                             |
| 2011                                  | Улан-Удэ                              | М-1 (144 выстр.)                      | Кожин Александр · Московская область               | Бородин Алексей · Москва                         | Гомбоев Хэшэгто · Забайкальский край               |
| 2011                                  | Орел                                  | 70 м. (72 выстр.)                     | Кожин Александр · Московская область               | Цынгуев Бато · Забайкальский край                | Эрдыниев Виктор · Бурятия                          |
| 2012                                  | Таганрог                              | 70 м. (72 выстр.)                     | Леонтьев Юрий · Чувашия                            | Гармаев Юрий · Бурятия                           | Цыбжитов Болот · Забайкальский край                |
| 2013                                  | Рязань                                | М-1 (144 выстр.)                      | Цыбжитов Болот · Забайкальский край                | Ирдынеев Эрдэм · Ямало-Ненецкий автономный округ | Николаев Алексей · Ямало-Ненецкий автономный округ |
| 2013                                  | Орел                                  | 70 м. (72 выстр.)                     | Николаев Алексей · Ямало-Ненецкий автономный округ | Тучинов Тимур · Забайкальский край               | Кожин Александр · Московская область               |
| 2014                                  | Москва                                | 70 м. (72 выстр.)                     | Цыбжитов Болот · Забайкальский край                | Табхаев Евгений · Бурятия                        | Махненко Артем · Москва                            |
| 2014                                  | Орел                                  | М-1 (144 выстр.)                      | Бородин Алексей · Москва                           | Леонтьев Юрий · Чувашия                          | Гармаев Юрий · Бурятия                             |
| 2015                                  | Орел                                  | 70 м. (72 выстр.)                     | Кожин Александр · Московская область               | Масютин Виктор · Калининградская область         | Попов Виталий · Свердловская область               |
| 2015                                  | Чита                                  | М-1 (144 выстр.)                      | Николаев Алексей · Ямало-Ненецкий автономный округ | Махненко Артем · Москва                          | Табхаев Евгений · Бурятия                          |
| 2016                                  | Адлер                                 | М-1 (144 выстр.)                      | Кожин Александр · Московская область               | Цыдыпов Эрдэм · Бурятия                          | Балданов Арсалан · Забайкальский край              |
| 2016                                  | Орел                                  | 70 м. (72 выстр.)                     | Балданов Арсалан · Забайкальский край              | Цыбекдоржиев Баир · Бурятия                      | Митупов Цырен · Московская область                 |
| 2017                                  | Алушта                                | М-1 (144 выстр.)                      | Попов Виталий · Свердловская область               | Махненко Артем · Москва                          | Цыремпилов Бальжинима · Бурятия                    |
| 2017                                  | Великие Луки                          | 70 м. (72 выстр.)                     | Базаржапов Галсан · Забайкальский край             | Половинко Роман · Краснодарский край             | Махненко Артем · Москва                            |
| 2018                                  | Ульяновск                             | М-1 (144 выстр.)                      | Попов Виталий · Свердловская область               | Цыбикжапов Алдар · Москва                        | Баденов Баир · Забайкальский край                  |
| 2018                                  | Калининград                           | 70 м. (72 выстр.)                     | Базаржапов Галсан · Забайкальский край             | Дугаров Булат · Забайкальский край               | Цынгуев Бэлигто · Забайкальский край               |
| 2019                                  | Алушта                                | 70 м. (72 выстр.)                     | Попов Виталий · Свердловская область               | Цыдыпов Эрдэм · Бурятия                          | Базаржапов Галсан · Забайкальский край             |
| 2019                                  | Иркутск                               | М-1 (144 выстр.)                      | Цыбекдоржиев Баир · Бурятия                        | Цырендоржиев Буянто · Забайкальский край         | Балтаков Цырен · Бурятия                           |
| 2020                                  | Рязань                                | М-1 (144 выстр.)                      | Ирдынеев Эрдэм · Бурятия                           | Дугаров Булат · Забайкальский край               | Махненко Артем · Москва                            |
| 2021                                  | Алушта                                | 70 м. (72 выстр.)                     | Должинов Эрдэм · Забайкальский край                | Цыремпилов Бальжинима · Бурятия                  | Цыбикжапов Алдар · Москва                          |
| 2021                                  | Улан-Удэ                              | М-1 (144 выстр.)                      | Цыдыпов Эрдэм · Бурятия                            | Базаржапов Галсан · Забайкальский край           | Цынгуев Бэлигто · Забайкальский край               |
| 2022                                  | Алушта                                | 70 м. (72 выстр.)                     | Базаржапов Галсан · Забайкальский край             | Махмудов Мухибулло · Москва                      | Батуев Кирилл · Забайкальский край                 |
| 2022                                  | Екатеринбург                          | М-1 (144 выстр.)                      | Базаржапов Галсан · Забайкальский край             | Цыремпилов Бальжинима · Бурятия                  | Цыдыпов Эрдэм · Бурятия                            |
| 2023                                  | Агинское                              | 70 м. (72 выстр.)                     | Махмудов Мухибулло · Москва                        | Торгубаев Баир · Забайкальский край              | Цыбжитов Болот · Забайкальский край                |
| 2023                                  | Орел                                  | М-1 (144 выстр.)                      | Цырендоржиев Буянто · Забайкальский край           | Цыбикжапов Алдар · Москва                        | Балданов Арсалан · Забайкальский край              |
| 2024                                  | Кызыл                                 | 70 м. (72 выстр.)                     | Цыбикжапов Алдар · Москва                          | Балданов Арсалан · Забайкальский край            | Батуев Кирилл · Забайкальский край                 |
| 2024                                  | Екатеринбург                          | М-1 (144 выстр.)                      | Балданов Арсалан · Забайкальский край              | Цыбикжапов Алдар · Москва                        | Намсараев Сандан · Забайкальский край              |
| 2025                                  | Владивосток                           | М-1 (144 выстр.)                      | Цыбикжапов Алдар · Москва                          | Торгубаев Баир · Забайкальский край              | Батуев Кирилл · Забайкальский край                 |
| 2025                                  | Санкт-Петербург                       | 70 м. (72 выстр.)                     | Цынгуев Бэлигто · Забайкальский край               | Цыбикжапов Алдар · Москва                        | Торгубаев Баир · Забайкальский край                |

| Медалисты в командном первенстве | Медалисты в командном первенстве | Медалисты в командном первенстве | Медалисты в командном первенстве                                            | Медалисты в командном первенстве                                               | Медалисты в командном первенстве                                                    |
| -------------------------------- | -------------------------------- | -------------------------------- | --------------------------------------------------------------------------- | ------------------------------------------------------------------------------ | ----------------------------------------------------------------------------------- |
| Год                              | Место проведения                 | Дистанция                        | Золото                                                                      | Серебро                                                                        | Бронза                                                                              |
| 2008                             | Чита                             | М-1 (144 выстр.)                 | Бурятия · Цыремпилов Бальжинима · Цыремпилов Бэликто · Шаранхаев Павел      | Забайкальский край · Баденов Баир · Гомбоев Хэшэгто · Рыгзенов Евгений         | Чувашия · Абрамов Андрей · Леонтьев Юрий · Никитин Евгений                          |
| 2009                             | Улан-Удэ                         | М-1 (144 выстр.)                 | Москва · Бородин Алексей · Гынинов Цыден · Малишевский Леонид               | Бурятия · Жигжитов Эрдэм · Цыремпилов Бальжинима · Цыремпилов Бэликто          | Чувашия · Абрамов Андрей · Леонтьев Юрий · Никитин Евгений                          |
| 2010                             | Москва                           | М-1 (144 выстр.)                 | Бурятия · Гармаев Юрий · Цыремпилов Бальжинима · Цыремпилов Бэликто         | Тыва · Монгуш Айбек · Оюн Михаил · Чургуй-оол Сылдыс                           | Чувашия · Абрамов Андрей · Леонтьев Юрий · Никитин Евгений                          |
| 2011                             | Улан-Удэ                         | М-1 (144 выстр.)                 | Бурятия · Гырылов Евгений · Цыремпилов Бальжинима · Цыремпилов Бэликто      | Москва · Бородин Алексей · Малишевский Леонид · Сысоев Илья                    | Чувашия · Абрамов Андрей · Леонтьев Юрий · Никитин Евгений                          |
| 2012                             | Таганрог                         | 70 м. (72 выстр.)                | Забайкальский край · Баденов Баир · Цыбжитов Болот · Цынгуев Бато           | Бурятия · Гармаев Юрий · Табхаев Евгений · Цыремпилов Бальжинима               | Чувашия · Абрамов Андрей · Леонтьев Юрий · Никитин Евгений                          |
| 2013                             | Рязань                           | М-1 (144 выстр.)                 | Забайкальский край · Баденов Баир · Цыбжитов Болот · Цынгуев Бато           | Московская область · Дугаров Жаргал · Кожин Александр · Рыгзенов Цэ-Доржи      | Ямало-Ненецкий автономный округ · Гынинов Цыден · Ирдынеев Эрдэм · Николаев Алексей |
| 2014                             | Москва                           | 70 м. (72 выстр.)                | Москва · Белов Алексей · Махненко Артем · Нашинов Доржицырен                | Тыва · Монгуш Чаян · Ондар Евгений · Оюн Михаил                                | Забайкальский край · Баденов Баир · Балданов Арсалан · Цыбжитов Болот               |
| 2015                             | Орел                             | 70 м. (72 выстр.)                | Забайкальский край · Базаржапов Галсан · Тучинов Тимур · Цынгуев Бэлигто    | Бурятия · Цыдыпов Эрдэм · Цыремпилов Бальжинима · Цыремпилов Бэликто           | Московская область · Кожин Александр · Лыгденов Тимур · Цыбекдоржиев Баир           |
| 2016                             | Орел                             | 70 м. (72 выстр.)                | Забайкальский край · Балданов Арсалан · Цыбжитов Болот · Цынгуев Бэлигто    | Бурятия · Балтаков Цырен · Доржиев Булат · Ринчино Василий                     | Москва · Бородин Алексей · Криволап Алексей · Махненко Артем                        |
| 2017                             | Великие Луки                     | 70 м. (72 выстр.)                | Забайкальский край · Базаржапов Галсан · Балданов Арсалан · Дугаров Булат   | Бурятия · Ирдынеев Эрдэм · Цыдыпов Эрдэм · Цыремпилов Бальжинима               | Московская область · Кожин Александр · Рыгзенов Евгений · Цыбжитов Болот            |
| 2018                             | Калининград                      | 70 м. (72 выстр.)                | Бурятия · Цыбекдоржиев Баир · Цыдыпов Эрдэм · Цыремпилов Бальжинима         | Московская область · Кожин Александр · Цынгуев Бэлигто · Цыбжитов Болот        | Москва · Криволап Алексей · Махненко Артем · Цыбикжапов Алдар                       |
| 2019                             | Алушта                           | 70 м. (72 выстр.)                | Москва · Криволап Алексей · Махненко Артем · Цыбикжапов Алдар               | Московская область · Кожин Александр · Цынгуев Бэлигто · Цыбжитов Болот        | Забайкальский край · Базаржапов Галсан · Балданов Арсалан · Дугаров Булат           |
| 2021                             | Алушта                           | 70 м. (72 выстр.)                | Бурятия · Балтаков Цырен · Цыдыпов Эрдэм · Цыремпилов Бальжинима            | Забайкальский край · Базаржапов Галсан · Цынгуев Бэлигто · Цырендоржиев Буянто | Чувашия · Вахнин Андрей · Мухрыгин Иван · Степанов Михаил                           |
| 2022                             | Алушта                           | 70 м. (72 выстр.)                | Москва · Константинов Ян · Махненко Артем · Цыбикжапов Алдар                | Тыва · Лаа-Хуурак Чимит · Монгуш Айбек · Сарыглар Мерген-Херел                 | Забайкальский край · Базаржапов Галсан · Балданов Арсалан · Цынгуев Бэлигто         |
| 2023                             | Агинское                         | 70 м. (72 выстр.)                | Бурятия · Балтаков Цырен · Цыдыпов Эрдэм · Цыренов Сергей                   | Москва · Махненко Артем · Муруев Михаил · Цыбикжапов Алдар                     | Забайкальский край · Базаржапов Галсан · Балданов Арсалан · Цынгуев Бэлигто         |
| 2024                             | Кызыл                            | 70 м. (72 выстр.)                | Москва · Махмудов Мухибулло · Муруев Михаил · Цыбикжапов Алдар              | Бурятия · Балтаков Цырен · Цыдыпов Эрдэм · Цыренов Сергей                      | Забайкальский край · Балданов Арсалан · Цынгуев Бэлигто Цырендоржиев Буянто         |
| 2025                             | Санкт-Петербург                  | 70 м. (72 выстр.)                | Забайкальский край · Базаржапов Галсан · Балданов Арсалан · Цынгуев Бэлигто | Бурятия · Балтаков Цырен · Цыдыпов Эрдэм · Цыренов Сергей                      | Иркутская область · Будаев Содном · Осипов Вячеслав · Цыбжитов Болот                |

#### Женщины
| Медалисты в индивидуальном первенстве | Медалисты в индивидуальном первенстве | Медалисты в индивидуальном первенстве | Медалисты в индивидуальном первенстве   | Медалисты в индивидуальном первенстве      | Медалисты в индивидуальном первенстве   |
| ------------------------------------- | ------------------------------------- | ------------------------------------- | --------------------------------------- | ------------------------------------------ | --------------------------------------- |
| Год                                   | Место проведения                      | Дистанция                             | Золото                                  | Серебро                                    | Бронза                                  |
| 2008                                  | Чита                                  | М-1 (144 выстр.)                      | Дагбаева Мирослава · Бурятия            | Уткина Ирина · Москва                      | Ульзутуева Аюна · Забайкальский край    |
| 2009                                  | Таганрог                              | 70 м. (72 выстр.)                     | Эрдыниева Наталья · Бурятия             | Дагбаева Мирослава · Бурятия               | Бородай Татьяна · Ярославская область   |
| 2009                                  | Улан-Удэ                              | М-1 (144 выстр.)                      | Эрдыниева Наталья · Бурятия             | Бородай Татьяна · Ярославская область      | Сегина Татьяна · Москва                 |
| 2010                                  | Таганрог                              | 70 м. (72 выстр.)                     | Степанова Инна · Бурятия                | Бородай Татьяна · Ярославская область      | Уткина Ирина · Москва                   |
| 2010                                  | Москва                                | М-1 (144 выстр.)                      | Эрдыниева Наталья · Бурятия             | Перова Ксения · Свердловская область       | Ульзутуева Аюна · Забайкальский край    |
| 2011                                  | Улан-Удэ                              | М-1 (144 выстр.)                      | Перова Ксения · Свердловская область    | Бомбоева Анна · Бурятия                    | Бильтрикова Татьяна · Бурятия           |
| 2011                                  | Орел                                  | 70 м. (72 выстр.)                     | Жамьянова Ханда · Забайкальский край    | Эрдыниева Наталья · Бурятия                | Бородай Татьяна · Ярославская область   |
| 2012                                  | Таганрог                              | 70 м. (72 выстр.)                     | Перова Ксения · Свердловская область    | Дубанова Виктория · Бурятия                | Янбарисова Динара · Пензенская область  |
| 2013                                  | Рязань                                | М-1 (144 выстр.)                      | Тимофеева Кристина · Якутия             | Эрдыниева Наталья · Бурятия                | Харханова Екатерина · Бурятия           |
| 2013                                  | Орел                                  | 70 м. (72 выстр.)                     | Эрдыниева Наталья · Бурятия             | Тимофеева Кристина · Якутия                | Жамьянова Ханда · Забайкальский край    |
| 2014                                  | Москва                                | 70 м. (72 выстр.)                     | Сегина Татьяна · Москва                 | Степанова Инна · Бурятия                   | Перова Ксения · Свердловская область    |
| 2014                                  | Орел                                  | М-1 (144 выстр.)                      | Степанова Инна · Бурятия                | Сегина Татьяна · Москва                    | Балсукова Анна · Бурятия                |
| 2015                                  | Орел                                  | 70 м. (72 выстр.)                     | Степанова Инна · Бурятия                | Дашидоржиева Туяна · Забайкальский край    | Жаргалова Арюна · Забайкальский край    |
| 2015                                  | Чита                                  | М-1 (144 выстр.)                      | Степанова Инна · Бурятия                | Перова Ксения · Свердловская область       | Сегина Татьяна · Москва                 |
| 2016                                  | Адлер                                 | М-1 (144 выстр.)                      | Перова Ксения · Свердловская область    | Балсукова Анна · Бурятия                   | Цыремпилова Саяна · Забайкальский край  |
| 2016                                  | Орел                                  | 70 м. (72 выстр.)                     | Степанова Инна · Бурятия                | Цыремпилова Саяна · Забайкальский край     | Эрдыниева Наталья · Бурятия             |
| 2017                                  | Алушта                                | М-1 (144 выстр.)                      | Осипова Елена · Ростовская область      | Тимофеева Евгения · Якутия                 | Цыремпилова Саяна · Забайкальский край  |
| 2017                                  | Великие Луки                          | 70 м. (72 выстр.)                     | Перова Ксения · Свердловская область    | Эрдыниева Наталья · Бурятия                | Бирюкова Екатерина · Рязанская область  |
| 2018                                  | Ульяновск                             | М-1 (144 выстр.)                      | Будаева Виктория · Бурятия              | Цыремпилова Саяна · Забайкальский край     | Перова Ксения · Свердловская область    |
| 2018                                  | Калининград                           | 70 м. (72 выстр.)                     | Балсукова Анна · Бурятия                | Плотникова Татьяна · Забайкальский край    | Степанова Инна · Бурятия                |
| 2019                                  | Алушта                                | 70 м. (72 выстр.)                     | Осипова Елена · Ростовская область      | Бирюкова Екатерина · Рязанская область     | Степанова Инна · Бурятия                |
| 2019                                  | Иркутск                               | М-1 (144 выстр.)                      | Цыремпилова Саяна · Забайкальский край  | Степанова Инна · Бурятия                   | Эрдыниева Наталья · Бурятия             |
| 2020                                  | Рязань                                | М-1 (144 выстр.)                      | Сыренова Соёлма · Бурятия               | Гомбоева Светлана · Бурятия                | Степанова Инна · Бурятия                |
| 2021                                  | Алушта                                | 70 м. (72 выстр.)                     | Намдакова Виктория · Забайкальский край | Будаева Виктория · Бурятия                 | Сыренова Соёлма · Бурятия               |
| 2021                                  | Улан-Удэ                              | М-1 (144 выстр.)                      | Гомбоева Светлана · Бурятия             | Степанова Инна · Бурятия                   | Осипова Елена · Ростовская область      |
| 2022                                  | Алушта                                | 70 м. (72 выстр.)                     | Осипова Елена · Ростовская область      | Очирова Эржэна · Бурятия                   | Мыльникова Валерия · Забайкальский край |
| 2022                                  | Екатеринбург                          | М-1 (144 выстр.)                      | Гильманова Мария · Москва               | Степанова Инна · Бурятия                   | Будаева Виктория · Бурятия              |
| 2023                                  | Агинское                              | 70 м. (72 выстр.)                     | Махмудова Нуриниссо · Москва            | Мыльникова Валерия · Забайкальский край    | Перова Ксения · Свердловская область    |
| 2023                                  | Орел                                  | М-1 (144 выстр.)                      | Плотникова Татьяна · Забайкальский край | Перова Ксения · Свердловская область       | Милюкова Кристина · Ростовская область  |
| 2024                                  | Кызыл                                 | 70 м. (72 выстр.)                     | Гильманова Мария · Москва               | Цырендоржиева Валерия · Забайкальский край | Петрушина Мария · Москва                |
| 2024                                  | Екатеринбург                          | М-1 (144 выстр.)                      | Гомбоева Светлана · Бурятия             | Степанова Инна · Бурятия                   | Тараярова Мария · Якутия                |
| 2025                                  | Владивосток                           | М-1 (144 выстр.)                      | Перова Ксения · Свердловская область    | Степанова Инна · Бурятия                   | Веселова Ирина · Москва                 |
| 2025                                  | Санкт-Петербург                       | 70 м. (72 выстр.)                     | Осипова Елена · Ростовская область      | Гомбоева Светлана · Бурятия                | Дашинимаева Ирина · Забайкальский край  |

| Медалисты в командном первенстве | Медалисты в командном первенстве | Медалисты в командном первенстве | Медалисты в командном первенстве                                                    | Медалисты в командном первенстве                                                  | Медалисты в командном первенстве                                                 |
| -------------------------------- | -------------------------------- | -------------------------------- | ----------------------------------------------------------------------------------- | --------------------------------------------------------------------------------- | -------------------------------------------------------------------------------- |
| Год                              | Место проведения                 | Дистанция                        | Золото                                                                              | Серебро                                                                           | Бронза                                                                           |
| 2008                             | Чита                             | М-1 (144 выстр.)                 | Бурятия · Дагбаева Мирослава · Ободоева Санжи · Эрдыниева Наталья                   | Москва · Галиновская Маргарита · Сегина Татьяна · Уткина Ирина                    | Московская область · Дагбаева Намжилма · Клецкова Анна · Шабаева Татьяна         |
| 2009                             | Улан-Удэ                         | М-1 (144 выстр.)                 | Бурятия · Дагбаева Мирослава · Степанова Инна · Эрдыниева Наталья                   | Москва · Павлова Надежда · Сегина Татьяна · Уткина Ирина                          | Московская область · Болотова Наталья · Грачева Елена · Клецкова Анна            |
| 2010                             | Москва                           | М-1 (144 выстр.)                 | Бурятия · Бильтрикова Татьяна · Дубанова Виктория · Эрдыниева Наталья               | Забайкальский край · Жамьянова Ханда · Ульзутуева Аюна · Цыремпилова Саяна        | Ярославская область · Бородай Татьяна · Добычина Алена · Орлова Мария            |
| 2011                             | Улан-Удэ                         | М-1 (144 выстр.)                 | Бурятия · Бомбоева Анна · Степанова Инна · Эрдыниева Наталья                        | Забайкальский край · Жамьянова Ханда · Ульзутуева Аюна · Цыремпилова Саяна        | Москва · Павлова Надежда · Сегина Татьяна · Уткина Ирина                         |
| 2012                             | Таганрог                         | 70 м. (72 выстр.)                | Бурятия · Банзаракцаева Майя · Степанова Инна · Эрдыниева Наталья                   | Забайкальский край · Бадмацыренова Надежда · Дашидоржиева Туяна · Жамьянова Ханда | Москва · Сегина Татьяна · Усманова Анна · Уткина Ирина                           |
| 2013                             | Рязань                           | М-1 (144 выстр.)                 | Бурятия · Бомбоева Анна · Степанова Инна · Эрдыниева Наталья                        | Забайкальский край · Бадмацыренова Надежда · Дашидоржиева Туяна · Жамьянова Ханда | Ярославская область · Добычина Алена · Кондратьева Анастасия · Матвеева Мария    |
| 2014                             | Москва                           | 70 м. (72 выстр.)                | Забайкальский край · Дашиева Аяна · Жамьянова Ханда · Сотникова Арюна               | Москва · Зотова Анастасия · Магомедова Китилай · Сегина Татьяна                   | Якутия · Тимофеева Евгения · Тимофеева Кристина · Сорокина Валентина             |
| 2015                             | Орел                             | 70 м. (72 выстр.)                | Бурятия · Балсукова Анна · Дамбаева Жибзема · Эрдыниева Наталья                     | Якутия · Тимофеева Евгения · Тимофеева Кристина · Сорокина Валентина              | Забайкальский край · Дашидоржиева Туяна · Жаргалова Арюна · Цыремпилова Саяна    |
| 2016                             | Орел                             | 70 м. (72 выстр.)                | Забайкальский край · Дашидоржиева Туяна · Жаргалова Арюна · Цыремпилова Саяна       | Якутия · Тимофеева Евгения · Тимофеева Кристина · Тимофеева Розалина              | Бурятия · Балсукова Анна · Степанова Инна · Эрдыниева Наталья                    |
| 2017                             | Великие Луки                     | 70 м. (72 выстр.)                | Забайкальский край · Дашидоржиева Туяна · Жаргалова Арюна · Цыремпилова Саяна       | Бурятия · Бильтрикова Татьяна · Будаева Виктория · Эрдыниева Наталья              | Московская область · Андреева Алина · Болотова Оюна · Цыренжапова Анна           |
| 2018                             | Калининград                      | 70 м. (72 выстр.)                | Бурятия · Балсукова Анна · Будаева Виктория · Харитонова Виктория                   | Забайкальский край · Дашидоржиева Туяна · Мыльникова Валерия · Цыремпилова Саяна  | Московская область · Андреева Алина · Глущенко Анастасия · Степанова Инна        |
| 2019                             | Алушта                           | 70 м. (72 выстр.)                | Забайкальский край · Доржиева Бальжин · Мыльникова Валерия · Цыремпилова Саяна      | Московская область · Андреева Алина · Глущенко Анастасия · Ринчинцынгеева Арюна   | Бурятия · Балсукова Анна · Будаева Виктория · Эрдыниева Наталья                  |
| 2021                             | Алушта                           | 70 м. (72 выстр.)                | Якутия · Евдокимова Валентина · Курчатова Рената · Устинова Кристина                | Рязанская область · Бирюкова Екатерина · Меркулова Софья · Селезнева Елизавета    | Забайкальский край · Будажапова Туяна · Дашидоржиева Туяна · Мыльникова Валерия  |
| 2022                             | Алушта                           | 70 м. (72 выстр.)                | Забайкальский край · Будажапова Туяна · Доржиева Бальжин · Мыльникова Валерия       | Рязанская область · Бирюкова Екатерина · Меркулова Софья · Селезнева Елизавета    | Москва · Баирова Эржена · Коршунова Ангелина · Махмудова Нуриниссо               |
| 2023                             | Агинское                         | 70 м. (72 выстр.)                | Свердловская область · Бирюкова Екатерина · Макарова Екатерина · Перова Ксения      | Москва · Гильманова Мария · Махмудова Нуриниссо · Нагорная Виктория               | Забайкальский край · Доржиева Бальжин · Мыльникова Валерия · Плотникова Татьяна  |
| 2024                             | Кызыл                            | 70 м. (72 выстр.)                | Бурятия · Гомбоева Светлана · Очирова Эржэна · Степанова Инна                       | Москва · Гильманова Мария · Махмудова Нуриниссо · Олесова Сааскылана              | Забайкальский край · Дугарова Туяна · Плотникова Татьяна · Цырендоржиева Валерия |
| 2025                             | Санкт-Петербург                  | 70 м. (72 выстр.)                | Забайкальский край · Дашинимаева Ирина · Намдакова Виктория · Цырендоржиева Валерия | Свердловская область · Бирюкова Екатерина · Перова Ксения · Чебакова Елена        | Москва · Гильманова Мария · Махмудова Нуриниссо · Нагорная Виктория              |

#### Смешанные пары
| Медалисты в смешанных парах | Медалисты в смешанных парах | Медалисты в смешанных парах | Медалисты в смешанных парах                                 | Медалисты в смешанных парах                               | Медалисты в смешанных парах                                              |
| --------------------------- | --------------------------- | --------------------------- | ----------------------------------------------------------- | --------------------------------------------------------- | ------------------------------------------------------------------------ |
| Год                         | Место проведения            | Дистанция                   | Золото                                                      | Серебро                                                   | Бронза                                                                   |
| 2008                        | Чита                        | 70 м. (72 выстр.)           | Бурятия · Дагбаева Мирослава · Цыремпилов Бэликто           | Москва · Уткина Ирина · Бородин Алексей                   | Забайкальский край · Гомбоев Хэшекто · Ульзутуева Аюна                   |
| 2010                        | Москва                      | М-1 (144 выстр.)            | Забайкальский край · Бадмацыренова Надежда · Баденов Баир   | Бурятия · Эрдыниева Наталья · Цыремпилов Бэликто          | Москва · Павлова Надежда · Белов Алексей                                 |
| 2013                        | Орел                        | 70 м. (72 выстр.)           | Якутия · Тимофеева Кристина · Федоров Айаал                 | Бурятия · Эрдыниева Наталья · Цыбекдоржиев Баир           | Москва · Алиева Сабина · Бородин Алексей                                 |
| 2014                        | Орел                        | 70 м. (72 выстр.)           | Свердловская область · Перова Ксения · Попов Виталий        | Забайкальский край · Жамьянова Ханда · Цыбжитов Болот     | Ямало-Ненецкий автономный округ · Бальжанова Виктория · Николаев Алексей |
| 2015                        | Чита                        | М-1 (144 выстр.)            | Забайкальский край · Жаргалова Арюна · Баденов Баир         | Бурятия · Степанова Инна · Цыремпилов Бальжинима          | Москва · Уткина Ирина · Бородин Алексей                                  |
| 2016                        | Адлер                       | М-1 (144 выстр.)            | Свердловская область · Перова Ксения · Попов Виталий        | Бурятия · Бильтрикова Татьяна · Цыремпилов Бальжинима     | Московская область · Степанова Инна · Кожин Александр                    |
| 2017                        | Алушта                      | М-1 (144 выстр.)            | Бурятия · Эрдыниева Наталья · Цыремпилов Бальжинима         | Свердловская область · Перова Ксения · Попов Виталий      | Забайкальский край · Дашидоржиева Туяна · Базаржапов Галсан              |
| 2018                        | Ульяновск                   | М-1 (144 выстр.)            | Свердловская область · Перова Ксения · Попов Виталий        | Московская область · Глущенко Анастасия · Цынгуев Бэлигто | Бурятия · Степанова Инна · Цыремпилов Бальжинима                         |
| 2019                        | Иркутск                     | М-1 (144 выстр.)            | Бурятия · Степанова Инна · Цыремпилов Бальжинима            | Забайкальский край · Цыремпилова Саяна · Балданов Арсалан | Свердловская область · Перова Ксения · Попов Виталий                     |
| 2021                        | Улан-Удэ                    | М-1 (144 выстр.)            | Бурятия · Степанова Инна · Цыдыпов Эрдэм                    | Москва · Махмудова Нуриниссо · Цыбикжапов Алдар           | Забайкальский край · Мыльникова Валерия · Цынгуев Бэлигто                |
| 2022                        | Екатеринбург                | М-1 (144 выстр.)            | Забайкальский край · Мыльникова Валерия · Базаржапов Галсан | Ростовская область · Осипова Елена · Григоренко Игорь     | Москва · Гильманова Мария · Цыбикжапов Алдар                             |
| 2023                        | Орел                        | М-1 (144 выстр.)            | Забайкальский край · Плотникова Татьяна · Базаржапов Галсан | Свердловская область · Перова Ксения · Попов Виталий      | Бурятия · Очирова Эржэна · Цыренов Сергей                                |
| 2024                        | Екатеринбург                | М-1 (144 выстр.)            | Москва · Махмудова Нуриниссо · Цыбикжапов Алдар             | Ростовская область · Осипова Елена · Григоренко Игорь     | Забайкальский край · Цырендоржиева Валерия · Балданов Арсалан            |
| 2025                        | Владивосток                 | М-1 (144 выстр.)            | Свердловская область · Перова Ксения · Попов Виталий        | Бурятия · Гомбоева Светлана · Цыдыпов Эрдэм               | Забайкальский край · Дашинимаева Ирина · Базаржапов Галсан               |

### Блочный лук

#### Мужчины
| Медалисты в индивидуальном первенстве | Медалисты в индивидуальном первенстве | Медалисты в индивидуальном первенстве  | Медалисты в индивидуальном первенстве | Медалисты в индивидуальном первенстве  |
| ------------------------------------- | ------------------------------------- | -------------------------------------- | ------------------------------------- | -------------------------------------- |
| Год                                   | Место проведения                      | Золото                                 | Серебро                               | Бронза                                 |
| 2008                                  | Чита                                  | Федосов Владимир · Санкт-Петербург     | Волков Максим · Москва                | Шаланов Булат · Бурятия                |
| 2010                                  | Москва                                | Дамбаев Александр · Забайкальский край | Федосов Владимир · Санкт-Петербург    | Аюшеев Алдар · Забайкальский край      |
| 2011                                  | Улан-Удэ                              | Федосов Владимир · Санкт-Петербург     | Кузнецов Роман · Псковская область    | Дамбаев Александр · Забайкальский край |

| Медалисты в командном первенстве | Медалисты в командном первенстве | Медалисты в командном первенстве                                                         | Медалисты в командном первенстве                               | Медалисты в командном первенстве                                              |
| -------------------------------- | -------------------------------- | ---------------------------------------------------------------------------------------- | -------------------------------------------------------------- | ----------------------------------------------------------------------------- |
| Год                              | Место проведения                 | Золото                                                                                   | Серебро                                                        | Бронза                                                                        |
| 2011                             | Улан-Удэ                         | Ямало-Ненецкий автономный округ · Халудоров Данзан · Ринчино Чингиз · Третятенко Николай | Читинская область Аюшеев Алдар Дамбаев Александр Оширов Максим | Иркутская область · Кононец Александр · Митрофанов Геннадий · Шагдаров Солбон |

#### Женщины
| Медалисты в индивидуальном первенстве | Медалисты в индивидуальном первенстве | Медалисты в индивидуальном первенстве | Медалисты в индивидуальном первенстве | Медалисты в индивидуальном первенстве |
| ------------------------------------- | ------------------------------------- | ------------------------------------- | ------------------------------------- | ------------------------------------- |
| Год                                   | Место проведения                      | Золото                                | Серебро                               | Бронза                                |
| 2008                                  | Чита                                  | Логинова Альбина · Москва             | Гончарова Софья · Забайкальский край  | Бальжанова Виктория · Бурятия         |
| 2010                                  | Москва                                | Логинова Альбина · Москва             | Казанцева Анна · Москва               | Бальжанова Виктория · Бурятия         |
| 2011                                  | Улан-Удэ                              | Логинова Альбина · Москва             | Намтаева Надежда · Забайкальский край | Тонтоева Диана · Москва               |

| Медалисты в командном первенстве | Медалисты в командном первенстве | Медалисты в командном первенстве                                            | Медалисты в командном первенстве                                              | Медалисты в командном первенстве                                                             |
| -------------------------------- | -------------------------------- | --------------------------------------------------------------------------- | ----------------------------------------------------------------------------- | -------------------------------------------------------------------------------------------- |
| Год                              | Место проведения                 | Золото                                                                      | Серебро                                                                       | Бронза                                                                                       |
| 2011                             | Улан-Удэ                         | Иркутская область · Померанцева Ольга · Кудинова Екатерина · Хлыстова Софья | Калининградская область · Авдеева Наталья · Рыбак Анастасия · Ярмолюк Евгения | Ямало-Ненецкий автономный округ · Бальжанова Виктория · Стрелкова Марина · Догарь Александра |

## Призёры зимних чемпионатов России

### Классический лук

#### Мужчины
| Медалисты в индивидуальном первенстве | Медалисты в индивидуальном первенстве | Медалисты в индивидуальном первенстве  | Медалисты в индивидуальном первенстве    | Медалисты в индивидуальном первенстве             |
| ------------------------------------- | ------------------------------------- | -------------------------------------- | ---------------------------------------- | ------------------------------------------------- |
| Год                                   | Место проведения                      | Золото                                 | Серебро                                  | Бронза                                            |
| 2008                                  | Орел                                  | Шакиров Рэм · Москва                   | Баденов Баир Читинская область           | Казанков Михаил · Ямало-Ненецкий автономный округ |
| 2008                                  | Орел                                  | Цыремпилов Бальжинима · Бурятия        | Баденов Баир · Забайкальский край        | Невмержицкий Дмитрий · Хабаровский край           |
| 2009                                  | Орел                                  | Малишевский Леонид · Москва            | Баденов Баир · Забайкальский край        | Леонтьев Юрий · Чувашия                           |
| 2010                                  | Раменское                             | Гармаев Юрий · Бурятия                 | Рыгзынов Баир · Забайкальский край       | Никитин Евгений · Чувашия                         |
| 2011                                  | Раменское                             | Кожин Александр · Московская область   | Цыремпилов Бэликто · Бурятия             | Цырендашиев Чингис · Забайкальский край           |
| 2012                                  | Орел                                  | Леонтьев Юрий · Чувашия                | Цынгуев Бато · Забайкальский край        | Сафонов Владимир · Москва                         |
| 2013                                  | Орел                                  | Цыремпилов Бальжинима · Бурятия        | Кожин Александр · Московская область     | Тучинов Тимур · Забайкальский край                |
| 2014                                  | Якутск                                | Базаржапов Галсан · Забайкальский край | Балтаков Цырен · Бурятия                 | Балданов Арсалан · Забайкальский край             |
| 2015                                  | Великие Луки                          | Кожин Александр · Московская область   | Цыбекдоржиев Баир · Бурятия              | Махненко Артем · Москва                           |
| 2016                                  | Великие Луки                          | Цыбекдоржиев Баир · Бурятия            | Балтаков Цырен · Бурятия                 | Чимитов Виталий · Бурятия                         |
| 2017                                  | Орел                                  | Махненко Артем · Москва                | Цыбжитов Болот · Забайкальский край      | Кожин Александр · Московская область              |
| 2018                                  | Орел                                  | Балданов Арсалан · Забайкальский край  | Ирдынеев Эрдэм · Бурятия                 | Балтаков Цырен · Бурятия                          |
| 2019                                  | Орел                                  | Цыбжитов Болот · Забайкальский край    | Дугаров Булат · Забайкальский край       | Цыбекдоржиев Баир · Бурятия                       |
| 2020                                  | Орел                                  | Цыбекдоржиев Баир · Бурятия            | Попов Виталий · Свердловская область     | Базаржапов Галсан · Забайкальский край            |
| 2021                                  | Орел                                  | Григоренко Игорь · Ростовская область  | Русин Артем · Свердловская область       | Цыбикжапов Алдар · Москва                         |
| 2022                                  | Орел                                  | Базаржапов Галсан · Забайкальский край | Цырендоржиев Буянто · Забайкальский край | Будаев Содном · Забайкальский край                |
| 2023                                  | Орел                                  | Балданов Арсалан · Забайкальский край  | Цыбикжапов Алдар · Москва                | Цыренов Сергей · Бурятия                          |
| 2024                                  | Орел                                  | Намсараев Сандан · Забайкальский край  | Батуев Кирилл · Забайкальский край       | Цыдыпов Эрдэм · Бурятия                           |
| 2025                                  | Орел                                  | Балданов Арсалан · Забайкальский край  | Малафеев Максим · Свердловская область   | Осоров Буянто · Забайкальский край                |

| Медалисты в командном первенстве | Медалисты в командном первенстве | Медалисты в командном первенстве                                            | Медалисты в командном первенстве                                             | Медалисты в командном первенстве                                                                 |
| -------------------------------- | -------------------------------- | --------------------------------------------------------------------------- | ---------------------------------------------------------------------------- | ------------------------------------------------------------------------------------------------ |
| Год                              | Место проведения                 | Золото                                                                      | Серебро                                                                      | Бронза                                                                                           |
| 2008                             | Орел                             | Читинская область Баденов Баир Кожин Александр Рыгзенов Евгений             | Бурятия · Жигжитов Эрдэм · Цыремпилов Бальжинима · Цыремпилов Бэликто        | Московская область · Баламутов Александр · Николаев Алексей · Цыренжапов Цырен                   |
| 2009                             | Орел                             | Забайкальский край · Баденов Баир · Гомбоев Хэшэгто · Рыгзенов Евгений      | Москва · Бородин Алексей · Малишевский Леонид · Шакиров Рэм                  | Бурятия · Гармаев Юрий · Цыремпилов Бэликто · Чимитов Виталий                                    |
| 2010                             | Раменское                        | Чувашия · Абрамов Андрей · Леонтьев Юрий · Никитин Евгений                  | Бурятия · Цыремпилов Бальжинима · Цыремпилов Бэликто · Эрдыниев Виктор       | Москва · Бородин Алексей · Малишевский Леонид · Шакиров Рэм                                      |
| 2011                             | Раменское                        | Москва · Малишевский Леонид · Махненко Артем · Нашинов Доржицырен           | Московская область · Кожин Александр · Рыгзенов Евгений · Рыгзенов Цэ-Доржи  | Забайкальский край · Цыденжапов Санжи-Жанчип · Цынгуев Бэлигто · Цырендашиев Чингис              |
| 2012                             | Орел                             | Московская область · Кожин Александр · Рыгзенов Евгений · Цыренжапов Цырен  | Бурятия · Цыремпилов Бальжинима · Цыремпилов Бэликто · Чимитов Виталий       | Забайкальский край · Баденов Баир · Бадмаслов Булат · Цынгуев Бато                               |
| 2013                             | Орел                             | Забайкальский край · Балданов Арсалан · Цыбжитов Болот · Цынгуев Бэлигто    | Москва · Бородин Алексей · Дутов Роман · Нашинов Доржицырен                  | Бурятия · Табхаев Евгений · Цыбекдоржиев Баир · Цыремпилов Бальжинима                            |
| 2014                             | Якутск                           | Бурятия · Батоев Жаргал · Доржиев Булат · Санжицыбиков Константин           | Забайкальский край · Базаржапов Галсан · Цыбжитов Болот · Цынгуев Бэлигто    | Ханты-Мансийский автономный округ — Югра · Колесников Виктор · Рихтер Рудольф · Храмов Владислав |
| 2015                             | Великие Луки                     | Тыва · Ондар Евгений · Оюн Михаил · Чулдым Артыш                            | Бурятия · Гармаев Юрий · Цыбекдоржиев Баир · Цыремпилов Бальжинима           | Ямало-Ненецкий автономный округ · Гынинов Цыден · Зуев Дмитрий · Николаев Алексей                |
| 2016                             | Великие Луки                     | Московская область · Дугаров Жаргал · Кожин Александр · Лыгденов Тимур      | Москва · Бородин Алексей · Криволап Алексей · Махненко Артем                 | Забайкальский край · Базаржапов Галсан · Цыбжитов Болот · Цырендоржиев Буянто                    |
| 2017                             | Орел                             | Московская область · Кожин Александр · Цыбжитов Болот · Цынгуев Бэлигто     | Москва · Криволап Алексей · Махненко Артем · Цыбикжапов Алдар                | Забайкальский край · Базаржапов Галсан · Балданов Арсалан · Должинов Эрдэм                       |
| 2018                             | Орел                             | Москва · Котов Андрей · Кузнецов Иван · Цыбикжапов Алдар                    | Бурятия · Дашиев Сергей · Цыбекдоржиев Баир · Цыремпилов Бальжинима          | Московская область · Кожин Александр · Цыбжитов Болот · Цынгуев Бэлигто                          |
| 2019                             | Орел                             | Бурятия · Цыбекдоржиев Баир · Цыдыпов Эрдэм · Цыремпилов Бальжинима         | Забайкальский край · Балданов Арсалан · Должинов Эрдэм · Цырендоржиев Буянто | Москва · Криволап Алексей · Махненко Артем · Цыбикжапов Алдар                                    |
| 2020                             | Орел                             | Московская область · Кожин Александр · Цыбжитов Болот · Цынгуев Бэлигто     | Бурятия · Балтаков Цырен · Ирдынеев Эрдэм · Цыбекдоржиев Баир                | Забайкальский край · Базаржапов Галсан · Дугаров Булат · Осоров Буянто                           |
| 2021                             | Орел                             | Забайкальский край · Базаржапов Галсан · Цыбжитов Болот · Цынгуев Бэлигто   | Москва · Ермаченков Андрей · Махненко Артем · Цыбикжапов Алдар               | Бурятия · Балтаков Цырен · Цыбекдоржиев Баир · Цыдыпов Эрдэм                                     |
| 2022                             | Орел                             | Забайкальский край · Цыбжитов Болот · Цынгуев Бэлигто · Цырендоржиев Буянто | Якутия · Варламов Илья · Павлов Ростислав · Степанов Емельян                 | Москва · Махмудов Мухибулло · Махненко Артем · Цыбикжапов Алдар                                  |
| 2023                             | Орел                             | Забайкальский край · Базаржапов Галсан · Балданов Арсалан · Цынгуев Бэлигто | Москва · Константинов Ян · Махненко Артем · Цыбикжапов Алдар                 | Свердловская область · Малафеев Максим · Попов Виталий · Русин Артем                             |
| 2024                             | Орел                             | Москва · Константинов Ян · Махненко Артем · Черемискин Станислав            | Забайкальский край · Базаржапов Галсан · Балданов Арсалан · Цынгуев Бэлигто  | Бурятия · Балтаков Цырен · Цыдыпов Эрдэм · Цыренов Сергей                                        |
| 2025                             | Орел                             | Бурятия · Цыдыпов Эрдэм · Цыренов Сергей · Шатаев Савелий                   | Иркутская область · Будаев Содном · Осипов Вячеслав · Цыбжитов Болот         | Забайкальский край · Балданов Арсалан · Намсараев Сандан · Цынгуев Бэлигто                       |

#### Женщины
| Медалисты в индивидуальном первенстве | Медалисты в индивидуальном первенстве | Медалисты в индивидуальном первенстве   | Медалисты в индивидуальном первенстве   | Медалисты в индивидуальном первенстве    |
| ------------------------------------- | ------------------------------------- | --------------------------------------- | --------------------------------------- | ---------------------------------------- |
| Год                                   | Место проведения                      | Золото                                  | Серебро                                 | Бронза                                   |
| 2008                                  | Орел                                  | Бородай Татьяна · Ярославская область   | Эрдыниева Наталья · Бурятия             | Уткина Ирина · Москва                    |
| 2008                                  | Орел                                  | Дагбаева Мирослава · Бурятия            | Дубанова Виктория · Бурятия             | Перова Ксения · Свердловская область     |
| 2009                                  | Орел                                  | Эрдыниева Наталья · Бурятия             | Ободоева Санжи · Бурятия                | Бильтрикова Татьяна · Бурятия            |
| 2010                                  | Раменское                             | Перова Ксения · Свердловская область    | Сегина Татьяна · Москва                 | Ульзутуева Аюна · Забайкальский край     |
| 2011                                  | Раменское                             | Сегина Татьяна · Москва                 | Бомбоева Анна · Бурятия                 | Бильтрикова Татьяна · Бурятия            |
| 2012                                  | Орел                                  | Перова Ксения · Свердловская область    | Дашиева Аяна · Забайкальский край       | Эрдыниева Наталья · Бурятия              |
| 2013                                  | Орел                                  | Эрдыниева Наталья · Бурятия             | Абрамова Полина · Якутия                | Болотова Оюна · Московская область       |
| 2014                                  | Якутск                                | Жаргалова Арюна · Забайкальский край    | Степанова Инна · Бурятия                | Дамбаева Жибзема · Бурятия               |
| 2015                                  | Великие Луки                          | Мыльникова Валерия · Забайкальский край | Перова Ксения · Свердловская область    | Цыремпилова Саяна · Забайкальский край   |
| 2016                                  | Великие Луки                          | Эрдыниева Наталья · Бурятия             | Балсукова Анна · Бурятия                | Осипова Елена · Ростовская область       |
| 2017                                  | Орел                                  | Бильтрикова Татьяна · Бурятия           | Степанова Инна · Бурятия                | Устинова Кристина · Якутия               |
| 2018                                  | Орел                                  | Гомбоева Светлана · Бурятия             | Цыремпилова Саяна · Забайкальский край  | Будаева Ариуна · Москва                  |
| 2019                                  | Орел                                  | Цыремпилова Саяна · Забайкальский край  | Степанова Инна · Бурятия                | Будаева Виктория · Бурятия               |
| 2020                                  | Орел                                  | Степанова Инна · Бурятия                | Перова Ксения · Свердловская область    | Гомбоева Светлана · Бурятия              |
| 2021                                  | Орел                                  | Гомбоева Светлана · Бурятия             | Мыльникова Валерия · Забайкальский край | Плотникова Татьяна · Забайкальский край  |
| 2022                                  | Орел                                  | Орешникова Дарья · Татарстан            | Махмудова Нуриниссо · Москва            | Перова Ксения · Свердловская область     |
| 2023                                  | Орел                                  | Степанова Инна · Бурятия                | Харитонова Виктория · Бурятия           | Батусыжэнь Содэмидэ · Московская область |
| 2024                                  | Орел                                  | Гомбоева Светлана · Бурятия             | Доржиева Бальжин · Забайкальский край   | Олесова Сааскылана · Москва              |
| 2025                                  | Орел                                  | Перова Ксения · Свердловская область    | Дамдинова Бальжин · Забайкальский край  | Тараярова Мария · Якутия                 |

| Медалисты в командном первенстве | Медалисты в командном первенстве | Медалисты в командном первенстве                                                    | Медалисты в командном первенстве                                                  | Медалисты в командном первенстве                                                |
| -------------------------------- | -------------------------------- | ----------------------------------------------------------------------------------- | --------------------------------------------------------------------------------- | ------------------------------------------------------------------------------- |
| Год                              | Место проведения                 | Золото                                                                              | Серебро                                                                           | Бронза                                                                          |
| 2008                             | Орел                             | Читинская область Бадмацыренова Надежда Болотова Наталья Жамьянова Ханда            | Москва · Макушина Александра · Сегина Татьяна · Уткина Ирина                      | Бурятия · Дагбаева Мирослава · Харханова Екатерина · Эрдыниева Наталья          |
| 2009                             | Орел                             | Москва · Галиновская Маргарита · Павлова Надежда · Сегина Татьяна                   | Бурятия · Бильтрикова Татьяна · Ободоева Санжи · Эрдыниева Наталья                | Забайкальский край · Бадмацыренова Надежда · Базарова Баира · Болотова Оюна     |
| 2010                             | Раменское                        | Забайкальский край · Жамьянова Ханда · Ульзутуева Аюна · Цыремпилова Саяна          | Москва · Макушина Александра · Сегина Татьяна · Уткина Ирина                      | Бурятия · Бильтрикова Татьяна · Степанова Инна · Эрдыниева Наталья              |
| 2011                             | Раменское                        | Забайкальский край · Жамьянова Ханда · Ульзутуева Аюна · Цыремпилова Саяна          | Москва · Павлова Надежда · Сегина Татьяна · Юрова Елена                           | Бурятия · Бильтрикова Татьяна · Бомбоева Анна · Дагбаева Мирослава              |
| 2012                             | Орел                             | Забайкальский край · Бадмацыренова Надежда · Жамьянова Ханда · Ульзутуева Аюна      | Бурятия · Бильтрикова Татьяна · Степанова Инна · Эрдыниева Наталья                | Москва · Васильева Светлана · Дашидондокова Намсалма · Уткина Ирина             |
| 2013                             | Орел                             | Бурятия · Бомбоева Анна · Степанова Инна · Эрдыниева Наталья                        | Забайкальский край · Дашидоржиева Туяна · Жамьянова Ханда · Ульзутуева Аюна       | Москва · Сегина Татьяна · Старшинова Анастасия · Уткина Ирина                   |
| 2014                             | Якутск                           | Бурятия · Балсукова Анна · Степанова Инна · Эрдыниева Наталья                       | Забайкальский край · Жамьянова Ханда · Жаргалова Арюна · Мыльникова Валерия       | Москва · Алиева Сабина · Зотова Анастасия · Магомедова Китилай                  |
| 2015                             | Великие Луки                     | Бурятия · Балсукова Анна · Бильтрикова Татьяна · Степанова Инна                     | Забайкальский край · Жаргалова Арюна · Мыльникова Валерия · Цыремпилова Саяна     | Якутия · Сорокина Валентина · Тимофеева Кристина · Тимофеева Розалина           |
| 2016                             | Великие Луки                     | Бурятия · Бильтрикова Татьяна · Степанова Инна · Эрдыниева Наталья                  | Забайкальский край · Дашидоржиева Туяна · Жамьянова Ханда · Цыремпилова Саяна     | Якутия · Тимофеева Евгения · Тимофеева Кристина · Тимофеева Розалина            |
| 2017                             | Орел                             | Бурятия · Бильтрикова Татьяна · Будаева Виктория · Эрдыниева Наталья                | Забайкальский край · Дашидоржиева Туяна · Жаргалова Арюна · Цыремпилова Саяна     | Якутия · Тимофеева Евгения · Тимофеева Розалина · Устинова Кристина             |
| 2018                             | Орел                             | Забайкальский край · Дашидоржиева Туяна · Жаргалова Арюна · Цыремпилова Саяна       | Бурятия · Бильтрикова Татьяна · Будаева Виктория · Эрдыниева Наталья              | Москва · Будаева Ариуна · Махмудова Нуриниссо · Щеголькова Владислава           |
| 2019                             | Орел                             | Бурятия · Бадмажапова Татьяна · Балсукова Анна · Будаева Виктория                   | Москва · Будаева Ариуна · Дутова Елена · Махмудова Нуриниссо                      | Свердловская область · Зотова Мария · Перова Ксения · Ренжина Евгения           |
| 2020                             | Орел                             | Бурятия · Бадмажапова Татьяна · Гомбоева Светлана · Степанова Инна                  | Забайкальский край · Дашидоржиева Туяна · Мыльникова Валерия · Плотникова Татьяна | Москва · Будаева Ариуна · Махмудова Нуриниссо · Салькова Мария                  |
| 2021                             | Орел                             | Бурятия · Балсукова Анна · Гомбоева Светлана · Степанова Инна                       | Забайкальский край · Будажапова Туяна · Дашидоржиева Туяна · Мыльникова Валерия   | Москва · Гильманова Мария · Дашеева Алина · Махмудова Нуриниссо                 |
| 2022                             | Орел                             | Забайкальский край · Будажапова Туяна · Мыльникова Валерия · Намдакова Виктория     | Москва · Гильманова Мария · Иванова Алена · Махмудова Нуриниссо                   | Рязанская область · Бирюкова Екатерина · Меркулова Софья · Селезнева Елизавета  |
| 2023                             | Орел                             | Забайкальский край · Дамдинова Бальжин · Доржиева Бальжин · Мыльникова Валерия      | Иркутская область · Лаца Илария · Ступникова Мария · Черепанова Ника              | Москва · Гильманова Мария · Махмудова Нуриниссо · Олесова Сааскылана            |
| 2024                             | Орел                             | Забайкальский край · Дугарова Туяна · Намдакова Виктория · Цырендоржиева Валерия    | Москва · Олесова Сааскылана · Петрушина Мария · Шишкина Мария                     | Бурятия · Бадмажапова Татьяна · Гомбоева Светлана · Очирова Эржэна              |
| 2025                             | Орел                             | Забайкальский край · Дашинимаева Ирина · Плотникова Татьяна · Цырендоржиева Валерия | Бурятия · Гомбоева Светлана · Очирова Эржэна · Степанова Инна                     | Краснодарский край · Богатырева Екатерина · Градинар Виктория · Завадская Алёна |

### Блочный лук

#### Мужчины
| Медалисты в индивидуальном первенстве | Медалисты в индивидуальном первенстве | Медалисты в индивидуальном первенстве                | Медалисты в индивидуальном первенстве                | Медалисты в индивидуальном первенстве            |
| ------------------------------------- | ------------------------------------- | ---------------------------------------------------- | ---------------------------------------------------- | ------------------------------------------------ |
| Год                                   | Место проведения                      | Золото                                               | Серебро                                              | Бронза                                           |
| 2008                                  | Орел                                  | Халудоров Данзан · Бурятия                           | Федосов Владимир · Санкт-Петербург                   | Дамбаев Александр Читинская область              |
| 2008                                  | Орел                                  | Федосов Владимир · Санкт-Петербург                   | Волков Максим · Москва                               | Халудоров Данзан · Бурятия                       |
| 2009                                  | Орел                                  | Кузнецов Роман · Псковская область                   | Федосов Владимир · Санкт-Петербург                   | Халудоров Данзан · Бурятия                       |
| 2010                                  | Раменское                             | Сегин Денис · Москва                                 | Аюшеев Алдар · Забайкальский край                    | Кожин Дмитрий · Москва                           |
| 2011                                  | Раменское                             | Третяченко Николай · Ямало-Ненецкий автономный округ | Хлыщенко Антон · Санкт-Петербург                     | Силаков Владимир · Санкт-Петербург               |
| 2012                                  | Орел                                  | Соломонов Дмитрий · Москва                           | Третяченко Николай · Ямало-Ненецкий автономный округ | Ринчино Чингис · Ямало-Ненецкий автономный округ |

| Медалисты в командном первенстве | Медалисты в командном первенстве | Медалисты в командном первенстве | Медалисты в командном первенстве | Медалисты в командном первенстве |
| -------------------------------- | -------------------------------- | -------------------------------- | -------------------------------- | -------------------------------- |
| Год                              | Место проведения                 | Золото                           | Серебро                          | Бронза                           |
| 2008                             | Орел                             | Москва                           | Читинская область                | Санкт-Петербург                  |

#### Женщины
| Медалисты в индивидуальном первенстве | Медалисты в индивидуальном первенстве | Медалисты в индивидуальном первенстве | Медалисты в индивидуальном первенстве | Медалисты в индивидуальном первенстве |                                        |
| ------------------------------------- | ------------------------------------- | ------------------------------------- | ------------------------------------- | ------------------------------------- | -------------------------------------- |
| Год                                   | Место проведения                      | Дистанция                             | Золото                                | Серебро                               | Бронза                                 |
| 2008                                  | Орел                                  | 18 м                                  | Артемова Анна · Санкт-Петербург       | Логинова Альбина · Москва             | Новикова Светлана · Московская область |
| 2008                                  | Орел                                  | 70 м                                  | Гончарова Софья Читинская область     | Бальжанова Виктория · Бурятия         | Коробейникова Екатерина · Москва       |

| Медалисты в командном первенстве | Медалисты в командном первенстве | Медалисты в командном первенстве | Медалисты в командном первенстве | Медалисты в командном первенстве |
| -------------------------------- | -------------------------------- | -------------------------------- | -------------------------------- | -------------------------------- |
| Год                              | Место проведения                 | Золото                           | Серебро                          | Бронза                           |
| 2008                             | Орел                             | Бурятия                          | Москва                           | Московская область               |